# Jay1
Jay1 (* 27. Januar 1997 in London; eigentlich Jason André Juami) ist ein britischer Rapper aus Coventry. Er wurde 2019 bekannt durch seinen Gold-Hit Your Mrs.

## Biografie
Jason Juami wuchs im Norden Londons auf. Anfangs nannte er sich noch Young Jay, später dann Jay 1. Seine Rapkarriere begann erst richtig mit 19 Jahren, als er nach Coventry zog. Er machte sich einen Namen durch Videoauftritte bei Bl@ackbox und Hardest Out und fiel durch seine vielfältigen Stile von Grime über Drill bis Dancehall auf. Seinen ersten Online-Hit hatte er im Frühjahr 2018 mit That’s My Bae.
Weitere Songs steigerten seine Bekanntheit, aber erst ein Jahr später gelang ihm der Durchbruch mit Your Mrs. In nur drei Tagen kam er auf eine Million Abrufe und stieg auf Anhieb in die Top 20 der britischen Charts ein. Außerdem wurde er mit einer Goldenen Schallplatte ausgezeichnet. Daraufhin wurde er auch in die Newcomer-Show Fire in the Booth von BBC Radio 1Xtra eingeladen. Im Juni 2019 folgte mit Mocking It ein zweiter Top-20-Hit, der immerhin auf Silber kam. Er war die Vorabveröffentlichung für sein Debütalbum One Wave, mit dem er im Monat darauf Platz 28 erreichte.
In der Folge brachte er weiter regelmäßig Songs heraus, die ebenso regelmäßig in die Charts kamen. Einen weiteren Top-40-Hit hatte er aber nicht.

## Diskografie

### Alben
| Jahr | Titel    | Höchstplatzierung, Gesamtwochen, AuszeichnungChartsChartplatzierungen (Jahr, Titel, Platzierungen, Wochen, Auszeichnungen, Anmerkungen) | Anmerkungen |
| Jahr | Titel    | UK | Anmerkungen |
| ---- | -------- | --- | ----------- |
| 2019 | One Wave | UK28 Silber · (7 Wo.)UK |             |

### Lieder
| Jahr | Titel Album                  | Höchstplatzierung, Gesamtwochen, AuszeichnungChartplatzierungen (Jahr, Titel, Album, Platzierungen, Wochen, Auszeichnungen, Anmerkungen) | Höchstplatzierung, Gesamtwochen, AuszeichnungChartplatzierungen (Jahr, Titel, Album, Platzierungen, Wochen, Auszeichnungen, Anmerkungen) | Anmerkungen                                        |
| Jahr | Titel Album                  | DE | UK | Anmerkungen                                        |
| --- | ---------------------------- | --- | --- | -------------------------------------------------- |
| 2019 | Your Mrs. One Wave           | — | UK18 Gold · (11 Wo.)UK |                                                    |
| 2019 | Mocking It One Wave          | — | UK19 Gold · (9 Wo.)UK |                                                    |
| 2019 | 4 AM in Coventry –           | — | UK44 (6 Wo.)UK |                                                    |
| 2019 | 2 on 2 –                     | — | UK53 Silber · (7 Wo.)UK | mit Tion Wayne                                     |
| 2019 | Million Bucks –              | — | UK60 (5 Wo.)UK |                                                    |
| 2020 | Flex –                       | — | UK60 (4 Wo.)UK | featuring JB Scofield                              |
| 2020 | Tee –                        | — | UK65 (2 Wo.)UK | featuring Loski                                    |
| 2020 | Curvy –                      | — | UK83 (1 Wo.)UK | The Plug featuring Jay1 & Blueface                 |
| 2020 | Flex –                       | — | UK60 (4 Wo.)UK | featuring JB Scofield                              |
| 2020 | Tee –                        | — | UK65 (2 Wo.)UK | featuring Loski                                    |
| 2020 | Curvy –                      | — | UK83 (1 Wo.)UK | The Plug featuring Jay1 & Blueface                 |
| 2021 | OK –                         | DE34 (1 Wo.)DE | — | DJ Jeezy, Summer Cem & Nimo feat. JAY1             |
| 2021 | Swerve All Over the Place    | — | UK69 (2 Wo.)UK | mit KSI                                            |
| Folgende Lieder erschienen nicht als Single, wurden aber durch das Album zum Download und Streaming bereitgestellt und konnten somit eine Platzierung erlangen: |                              | | |                                                    |
| |                              | | |                                                    |
| 2021 | Gang Gang All Over the Place | — | UK40 (2 Wo.)UK | Charteinstieg: 29. Juli 2021 KSI feat. Jay1 & Deno |

Weitere Lieder
- That’s My Bae (2018)
- Good Vibes (2018, UK: Silber)
- Becky (2018, UK: Silber)